# Noyers-sur-Cher

Noyers-sur-Cher este o comună în departamentul Loir-et-Cher, Franța. În 1 ianuarie 2022 avea o populație de 2.654 de locuitori.